# Anselm Schulz
Anselm Schulz OSB (* 12. Mai 1931 in Apolda; † 13. Mai 2012 in Schweiklberg; eigentlich Gotthard Schulz) war ein deutscher Benediktinermönch.

## Leben
Schulz empfing am 15. Juli 1956 in Schweiklberg die Weihe zum Priester. 1968 wurde er in Nachfolge von Willibald Margraf zum vierten Abt der Benediktinerabtei Schweiklberg gewählt. Er ließ 1971 das Innere der Abteikirche umgestalten, 1982 auch das Äußere. Danach wirkte er von 1982 bis 2006 als Pfarrer im Pfarrverband Münsig. Von 1993 bis 2001 war er zudem Dekan im Dekanat Wolfratshausen.